# Hertog van Inverness
Hertog van Inverness (Engels: Duke of Inverness) is een Britse adellijke titel. 
De titel hertog van Inverness werd gecreëerd in 1840 door koningin Victoria voor Cecilia Underwood, de morganatische echtgenote van haar oom August Frederik, hertog van Sussex, aangezien zij door haar huwelijk niet gerechtigd was de titel Hertogin van Sussex te voeren.
Na het kinderloos overlijden van de hertogin in 1873 verviel de titel weer aan de kroon.